# Князе-Волконське
Кня́зе-Волко́нське (рос. Князе-Волконское) — село у складі Хабаровського району Хабаровського краю, Росія. Адміністративний центр Князе-Волконського сільського поселення. Місце дислокації 64-тої окремої мотострілецької бригади.

## Населення
Населення — 9155 осіб (2010; 9206 у 2002).
Національний склад (станом на 2002 рік):
- росіяни — 86 %